# Pseudocelosterna elegans
Pseudocelosterna elegans là một loài bọ cánh cứng trong họ Cerambycidae.